# Fantacalcio
Der Fantacalcio ist ein in Italien beliebtes Fußballmanagerspiel, das darin besteht, virtuelle Mannschaften zu managen, deren Spieler jedoch reale Fußballer der italienischen Profiliga Serie A sind, auf die sich dieses Managerspiel bezieht. Damit entspricht der Fantacalcio dem Fantasy Football in anderen Ländern.
Als Erfinder des Fantacalcio gilt Riccardo Albini, der sich dabei vom amerikanischen Fantasy Baseball (auch als Rotisserie League Baseball bekannt) hat inspirieren lassen. 1990 wurde der Fantacalcio erstmals in Italien durch den Verlag Edizioni Studio Vit. veröffentlicht. An der Ausarbeitung des endgültigen Regelwerks waren auch Alberto Rossetti und Diego Antonelli beteiligt.
Mittlerweile haben sich im Internet mehrere Varianten des Fantacalcio entwickelt. Jedoch ist Fantacalcio eine eingetragene Marke der Verlagsgruppe Gruppo Editoriale L’Espresso. Weitere Varianten des Fantacalcio werden von bedeutenden Sporttageszeitungen, TV-Medien und Online-Plattformen ausgerichtet.

## Beschreibung
1. Das Ziel beim Fantacalcio ist es, eine virtuelle Mannschaft, die aus realen Fußballern der Serie-A-Mannschaften besteht, zur Meisterschaft der virtuellen Liga zu führen. Diese Mannschaft wird auch Fantasquadra (Squadra, italienisch für "Mannschaft", Mehrzahl "Fantasquadre") und die Liga entsprechend Fantalega (Lega, italienisch für "Liga", Mehrzahl "Fantaleghe") genannt.
2. Das Ergebnis jeder Partie hängt von den real erbrachten Spielleistungen der elf Fußballer ab, die wöchentlich in der Fantasquadra aufgestellt werden.
3. An einer Fantalega können zwischen vier und zehn Personen teilnehmen: Rechnerisch gesehen ist es auch möglich, bis zu 20 Personen aufzunehmen – diese Zahl entspricht der Anzahl der Serie-A-Mannschaften. Spielt man mit mehr als zehn Personen, so erhöht sich für jeden von ihnen das Risiko, in der eigenen Fantasquadra nicht über ausreichend Fußballer zu verfügen, die auch tatsächlich Stammspieler sind. Beim Fantacalcio fungiert jeder Teilnehmer sowohl als Präsident (bei der Spielervergabeauktion), als auch als Trainer seiner Fantasquadra.
4. Der Kader jeder Fantasquadra besteht aus maximal 25 Fußballern:
  - 3 Torwarten,
  - 8 Abwehrspielern,
  - 8 Mittelfeldspielern,
  - 6 Stürmern.
5. Die einzelnen Ligabegegnungen werden von einer Fantasquadra bestritten, die aus elf Stammspielern besteht, die entsprechend dem gewünschten Spielsystem nach ihren Spielerrollen gewählt werden.
6. Offiziell erlaubt sind die Spielsysteme 4-4-2, 4-3-3, 6-3-1, 4-5-1, 5-3-2, 5-4-1[3]. Regelwerkvarianten lassen auch Aufstellungen wie 3-4-3, 3-5-2 und 4-2-4 zu.
7. Die Fantasquadre treffen in den Ligaspielen aufeinander. Das Ergebnis einer solchen Begegnung wird einerseits bestimmt von Noten, die von Sporttageszeitungen vergeben werden (überwiegend von der Gazzetta dello Sport und teils auch vom Corriere dello Sport). Andererseits geben "Bonus-" und "Maluspunkte" basierend auf folgenden Variablen den Ausschlag:
  - +3 Punkte für jedes erzielte Tor
  - +3 Punkte für jeden gehaltenen Strafstoß (Torwart)
  - +2 Punkte für jeden getroffenen Strafstoß
  - +1 Punkt für jede Torvorlage
  - −0,5 Punkte für jede Verwarnung (Gelbe Karte)
  - +1 Punkt bei keinem Gegentreffer (fakultativ)
  - −1 Punkt für jeden Gegentreffer
  - −1 Punkt für jeden Platzverweis (Rote Karte)
  - −2 Punkte für jedes Eigentor
  - −3 Punkte für jeden verschossenen Strafstoß
8. Die Tore jeder Fantasquadra ergeben sich aus der Umrechnung aller Bonus- und Maluspunkte sowie den Spielernoten. Die Torumrechnungstabelle lautet wie folgt:
  - Unter 66 Punkte: 0 Tore
  - Von 66 bis 71,5 Punkte: 1 Tor
  - Von 72 bis 77,5 Punkte: 2 Tore
  - Von 78 bis 83,5 Punkte: 3 Tore
  - Von 84 bis 89,5 Punkte: 4 Tore
  - Von 90 bis 95,5 Punkte: 5 Tore
  - Von 96 bis 101,5 Punkte: 6 Tore
  - Und so weiter und so fort erhält eine Fantasquadra nach weiteren sechs Punkten ein Tor. 
Dennoch gab es im Verlauf der Jahre Änderungen an dieser Tabelle seitens der Federazione Fantacalcio, des maßgeblichen Entscheidungsgremiums.[3] So wurde in der Saison 2002/2003 der Grenzwert für das dritte Tor von 78 auf 77 Punkte herabgesetzt. Darüber hinaus wurde jeweils ein weiteres Tor nach vier weiteren Punkten gutgeschrieben (4 Tore mit 81 Punkten, 5 Tore mit 85 Punkten, 6 Tore mit 89 Punkten und so weiter)[4].
9. Sollte ein in die Startaufstellung berufener Fußballer keine Note erhalten haben, wird die Note des entsprechenden für die Bank nominierten Fußballers (Einwechselspielers) berücksichtigt. Für die Bank, also als Einwechselspieler, dürfen bis zu sieben Fußballer nominiert werden, das heißt: 1 Torhüter, 2 Verteidiger, 2 Mittelfeldspieler, 2 Stürmer. Sollte für eine Position weder der Stammspieler, noch ein Einwechselspieler eine Note erhalten haben, wird von einem virtuellen Reservespieler mit einer Spielernote von 4 ausgegangen[5]. Sollte der Manager einer Fantasquadra nur Fußballer aufgestellt haben, die während des Spiels eingewechselt wurden, zählen auch nur deren Werte.
10. Falls es zu einer oder mehreren Spielverschiebungen an einem Spieltag der Serie-A kommt, sieht das offizielle Regelwerk des Fantacalcio einen Stand-By der Fantalega-Partie vor, deren Werte die nachgeholten Serie-A-Spiele entsprechend berücksichtigen. Wird ein Serie-A-Spiel endgültig abgesagt oder abgebrochen, erhalten die Feldspieler der Fantasquadre sechs Punkte, der Torhüter 5,5 Punkte. Dies gilt jedoch nicht in allen Fantacalcio-Varianten, wie denen von Repubblica und Facebook, die in solchen Fällen sechs Punkte für alle Spieler – auch den Torwart – vorsehen.
11. Die Rangliste in der Tabelle der Fantalega richtet sich nach der Punktevergabe pro Partie: Für jeden Sieg gibt es drei Punkte, für jedes Unentschieden einen Punkt und null Punkte für jede Niederlage.
12. Die Fantalega endet mit dem Abschluss aller im Spielplan vorgesehenen Partien. Die Fantasquadra mit den meisten Punkten wird zum Meister der Fantalega erklärt.
13. Die Mannschaftsaufstellung wird spätestens eine halbe Stunde vor Anstoß der ersten Spieltagspartie abgegeben. Hat ein Manager keine Aufstellung vorgenommen, wird, abhängig von Entscheidung der jeweiligen Fantalega, die Aufstellung vom vorherigen Spieltag gewertet oder der Sieg der gegnerischen Fantasquadra zugesprochen.

## Auktion

### Budget
Das Budget für die Spielerauktion wird in der Regel in virtuellen Währungen wie beispielsweise FantaMilioni, FantaEuro oder MagicMilioni angegeben. Die Teilnehmer jeder Fantalega entscheiden über die Höhe des Budgets für jeden Spieler. Das Regelwerk sieht ein Budget von 250 FantaMilioni vor (Mitunter gibt es Ligen, die 300 FantaMilioni oder gar 500 FantaMilioni pro Teilnehmer vorsehen).

### Spielerbankrott
Falls eine Mannschaft, also ein Teilnehmer, bankrottgehen sollte, weil er seinen Budgetrahmen gesprengt hat, muss er entsprechend auf einen oder mehrere gekaufte Spieler verzichten.

### Auslandstransfers
Sollte ein Fußballer von der Serie A ins Ausland wechseln und ist dieser Fußballer gleichzeitig Teil einer Fantasquadra, muss der betroffene Manager den Spieler zum Einkaufswert wiederverkaufen. Der Manager hat damit das Recht, sofort einen Fußballer mit entsprechender Spielerrolle von der Liste der unverkauften Fußballer zu erwerben.